# شون كودي
شون كودي (بالإنجليزية: Shaun Cody)‏ هو لاعب كرة قدم أمريكية أمريكي، ولد في 22 يناير 1983 في ويتير في الولايات المتحدة.

## وصلات خارجية
- شون كودي على موقع مرجع كرة القدم المحترفة.كوم (الإنجليزية)